# 아티야-히친 공간
미분기하학에서 아티야-히친 공간(Atiyah-Hitchin空間, 영어: Atiyah–Hitchin space)은 특별한 형태의 4차원 초켈러 다양체이다.

## 정의
아티야-히친 공간은 다양한 방법으로 정의될 수 있다. 추상적으로, 이는 D0형의 (유일한) 점근 국소 평탄 공간이다.

## 성질

### 리만 기하학적 성질
아티야-히친 공간은 비(非)콤팩트 4차원 초켈러 다양체이며, 점근 국소 평탄 공간 D0이다. 그 등거리 변환군은 SO(3)이다.

### 위상수학적 성질
아티야-히친 공간의 베티 수는 0차 베티 수(=1)를 제외하면 모두 0이다.
아티야-히친 공간의 기본군은 2차 순환군이다.

### 복소기하학적 성질
야티야-히친 공간의 복소구조 가운데 하나를 고르자. 그렇다면, 이 복소다양체는 다음과 같다. 우선, 복소수 아핀 공간 {\displaystyle \mathbb {A} _{\mathbb {C} }^{3}=\operatorname {Spec} \mathbb {C} [x,y,z]} 속의 대수 곡면
{\displaystyle x^{2}-yz^{2}-1=0}
을 생각하자. 이는 아핀 대수다양체이다. 이 위에는 대칭
{\displaystyle (x,y,z)\mapsto (-x,y,-z)}
가 존재하며, 이에 대한 몫을 취하면 이는 아티야-히친 공간과 같다.

## 응용
아티야-히친 공간은 {\displaystyle \mathbb {R} ^{3}} 위의 SU(2) 보고몰니 방정식에서, 2개의 틀을 가진(영어: framed) 자기 홀극의 모듈라이 공간으로 등장한다. 이 경우 8차원 모듈라이 공간은 {\displaystyle \mathbb {R} ^{3}\times \mathbb {S} ^{1}}과 아티야-히친 공간의 곱이다. 따라서, 아티야-히친 공간의 측지선은 두 자기 홀극의 산란을 나타낸다.
또한, 아티야-히친 공간은 초대칭 양자장론과 초끈 이론에서 자주 등장한다.

## 역사
마이클 아티야와 나이절 히친의 이름을 땄다.